# Hombres G (disc)
Hombres G és el nom del primer disc que tragueren al mercat el grup espanyol Hombres G, l'any 1985. Els singles del primer àlbum de al formació musical són: Devuélveme a mi chica, Venezia i Dejad que las niñas se acerquen a mí.

## Llista de cançons
1. Venezia
2. Vuelve a mí
3. Dejad que las niñas se acerquen a mí
4. Hace un año
5. No lloraré
6. Devuélveme a mi chica
7. Matar a Castro
8. Lawrence de Arabia
9. No te puedo besar
10. Sin ti